# Andreas Keim
Andreas Keim (* 8. Juni 1962 in Karlsruhe) ist ein ehemaliger deutscher Fußballspieler.
Der Verteidiger spielte zehn Jahre lang im bezahlten Fußball, davon sieben Jahre in der 1. Bundesliga. Seine Laufbahn war davon begleitet, dass er fast immer gegen den Abstieg spielen musste. Er gilt bis heute zusammen mit Jürgen Rynio und Stephan Paßlack als der Spieler, der am häufigsten aus der 1. Bundesliga abgestiegen ist (1985 mit dem Karlsruher SC, 1987 mit Fortuna Düsseldorf, 1988 mit dem FC 08 Homburg sowie 1989 und 1992 mit den Stuttgarter Kickers). Als er 1988 beim 1. FC Köln anheuerte, einem Verein der zu dieser Zeit meist in der Spitze mitspielte, konnte er sich dort nicht durchsetzen und ging nach sechs Monaten nach Stuttgart zu den Kickers, die seine Erfahrung im Abstiegskampf benötigten. Mit ihnen gelang ihm auch sein einziger positiver Erfolg, der Aufstieg 1991 ins Oberhaus des deutschen Fußballs.

## Vereine & Statistik
Jugend: Post-SV Karlsruhe
- 1984–1985 Karlsruher SC: 32 Spiele; 6 Tore
- 1985–1987 Fortuna Düsseldorf: 48 Spiele, 6 Tore
- 1987–1988 FC 08 Homburg: 33 Spiele, 2 Tore
- 1988 1. FC Köln: 7 Spiele, außerdem im UEFA-Pokal 2 Spiele, 1 Tor
- 1989–1993 Stuttgarter Kickers: 46 Spiele, 5 Tore
- 1993–1994 Tennis Borussia Berlin: 28 Spiele, 2 Tore

## Erfolge
- 1991 Aufstieg in die Fußball-Bundesliga

| Personendaten    | Personendaten            |
| ---------------- | ------------------------ |
| NAME             | Keim, Andreas            |
| KURZBESCHREIBUNG | deutscher Fußballspieler |
| GEBURTSDATUM     | 8. Juni 1962             |
| GEBURTSORT       | Karlsruhe                |